# Samuel Alfredo Morris de Olea
Samuel Alfredo Morris de Olea, conegut com a Morris I. (Manila, 1870 - Barcelona, 23 d'agost de 1935) fou un futbolista anglo-filipí de la dècada de 1900.

## Trajectòria

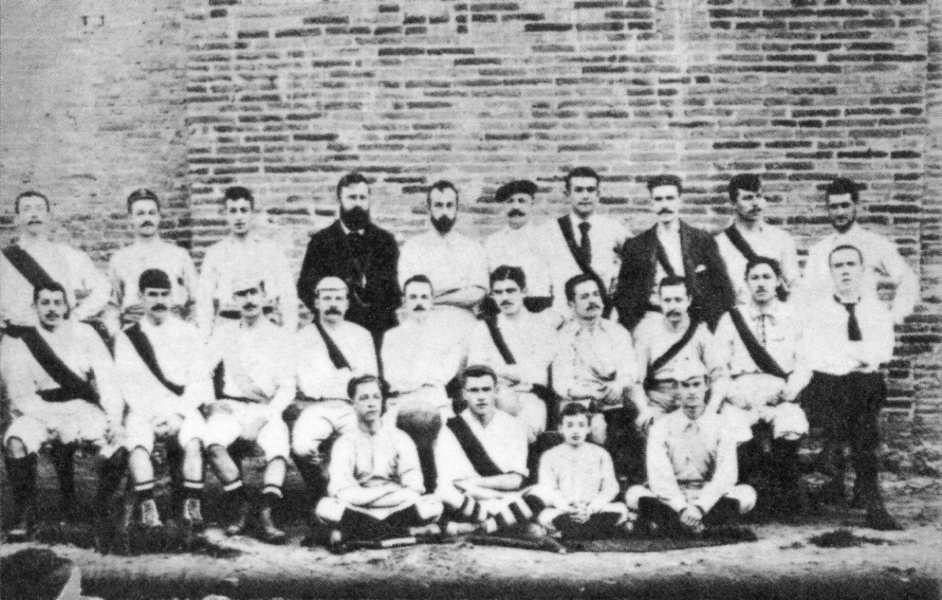
Samuel Morris (dempeus, segon per l'esquerra) amb la Societat de Foot-ball de Barcelona, juntament amb el seu pare (amb boina) i el seu germà Junior (el nen assegut).

Nascut a les Filipines, de pare anglès i mare basca, arribà a Barcelona entre 1886 i 1890, on el seu pare fou nomenat Director de la Companyia de Tramvies de Barcelona, Eixample i Gràcia, juntament amb els seus germans Morris II i Morris III, també futbolistes.
Fou un dels pioners del futbol a la ciutat de Barcelona, jugant l'equip del British Club de Barcelona, de la Societat de Foot-ball de Barcelona, i esporàdicament al Team Anglès, disputant diversos partits amistosos a l'Hipòdrom de Can Tunis i d'altres partits jugats a la Bonanova entre 1895 i 1898, on destacà com a gran golejador. Més endavant passà a jugar a la posició de porter.
Posteriorment defensà els colors de l'Hispània AC entre 1900 i 1903. Fou campió de la primera Copa Macaya. A més, reforçà el FC Barcelona en la final del primer Campionat d'Espanya (1902) i disputà d'altres partits amistosos amb el club.
Fou un veritable sportman de l'època, ja que a més del futbol va practicar criquet, futbol, atletisme, ciclisme, rugbi, frontó, tennis, hoquei, i fou un destacat àrbitre de futbol. Fou soci del British Club de Barcelona i fundador del Barcelona Cricket Club, juntament amb el seu pare, i de la Sociedad de Sport Vasco de Barcelona.

## Palmarès
- Campionat de Catalunya de futbol:
  - 1901